# Pont del Molinet
El Pont del Molinet és un pont del municipi de Viver i Serrateix a la comarca del Berguedà que forma part de l'Inventari del Patrimoni Arquitectònic de Catalunya.
Creua la riera de l'Hospital, poc abans de la desembocadura a la riera de Navel. És a prop del Molinet. S'hi va per una pista que surt sota la masia de Navel.

## Descripció
És un pont d'un sol arc, pla, tot de pedra i amb baranes. Conserva algun troç malmès. Forma part d'un camí ral de ferradura de Cardona al Monestir de Santa Maria de Serrateix.
Al mig del pont, en un dels laterals, hi ha una inscripció que n'indica la data de construcció (1793) per ordre de l'abat Miquel de Nicuesa i a despeses del monestir de Serrateix.